# خبز فالوش
الفالوش هو خبز تقليدي في منطقة نور-با-دو-كاليه بشمال فرنسا ومنطقة تورناي في جنوب بلجيكا.
الفالوش هو خبز أبيض شاحب ناعم وكثيف إلى حد ما. إنه ليس خبزًا مستديرًا ولا مسطحًا ولكنه يشبه إلى حد ما كرة قدم صغيرة مفرغة من الهواء. يمكن أن تؤكل ساخنة في وجبة الإفطار مع الزبدة والمربى أو مع الجبن والسلمون المدخن أو بعد ذلك كوجبة خفيفة مع الزبدة والسكر البني أو مع الجبن البري. يتكون الفالوش من الدقيق الأبيض وخميرة الخباز والماء والقليل من الملح والزبدة. في المخبز، كان الفالوش يخبز غالبًا لأن الفرن كان يسخن قبل الخبز الرئيسي. 

## الروابط خارجية
- دخول Faluche (ألم) في ويكيبيديا الفرنسية

قالب:French bread